# 尚铁龙
尚铁龙（1954年12月22日—），男，山東平度人，中国影视演员、导演，山东电影电视剧制作中心一级演员、一级导演。代表作有电影《一代宗師》、电视剧《闯关东》、《生死线》等。

## 家庭
父亲尚之四为戏曲导演，曾任中国戏剧家协会理事，山东省戏剧家协会副主席。